# Asamblea Popular de Bolivia
La Asamblea Popular fue una organización del movimiento sindical, obrero y popular boliviano que buscaba establecer un órgano de poder propio y alternativo a las instituciones políticas oficiales del gobierno. Se organizó en Bolivia durante el gobierno de facto del general Juan José Torres (octubre de 1970 a agosto de 1971).

## Antecedentes

### Revolución Boliviana
En 1952 se produjo la Revolución Boliviana, la cual se dio en un contexto internacional de consolidación de la guerra fría. El Estado oligárquico estructurado en torno a la minería del estaño y la explotación de la población campesina indígena fue producto de graves contradicciones ocurridas a lo largo de las décadas de 1930 y 1940. Al mismo tiempo, la revolución expresó la maduración política de amplios sectores sociales en las ciudades y el campo. El surgimiento durante la década de 1940 de nuevas fuerzas políticas como el Partido Obrero Revolucionario (POR), el Movimiento Nacionalista Revolucionario (MNR), el Partido de la Izquierda Revolucionaria (PIR) y la Falange Socialista Boliviana (FSB) fueron las representaciones políticas más evidentes de este fenómeno, que junto con la consolidación de la Federación Sindical de Trabajadores Mineros de Bolivia (FSTMB) terminó polarizando la vida política boliviana a principios de los años cincuenta.
Hasta 1964, el MNR, un partido de la pequeña burguesía nacionalista, buscó contener las direcciones socialistas y radicales defendidas por otros sectores revolucionarios. El POR, un partido de trabajadores vinculado a la IV Internacional, buscó utilizar su importante influencia sobre la Central Obrera Boliviana (COB) para formar un gobierno socialista. El impasse y equilibrio de fuerzas políticas de las primeras semanas entre el MNR y la COB se resolvió con el establecimiento de un cogobierno MNR-COB, favoreciendo la estrategia del MNR de cooptar al movimiento social revolucionario.

### Golpe de Barrientos
El período de gobiernos del MNR llevados al poder por la revolución de 1952 terminó abruptamente con el golpe militar del 4 de noviembre de 1964 encabezado por el General René Barrientos Ortuño, vicepresidente del país y miembro de las propias filas del MNR. La COB, los sindicatos y los partidos de oposición fueron ilegalizados. Varios dirigentes políticos fueron perseguidos, exiliados o asesinados. En abril de 1969 el general Barrientos murió en un accidente aéreo y fue reemplazado por Luis Adolfo Siles Salinas, vicepresidente civil, quien gobernó sólo unos meses, siendo interrumpido prematuramente por el golpe militar del 26 de septiembre encabezado por el general Alfredo Ovando Candía, comandante de las FF. AA..

### Golpe de Ovando
El golpe de Ovando fue en otra dirección que el de Barrientos. De hecho, lo que estuvo detrás de estos golpes fue el choque entre la burguesía industrial, que en tiempos de crisis tendía a aliarse con los sectores nacionalistas, y el capital minero-exportador concentrado principalmente en Santa Cruz y aliado con el capital monopolista estadounidense, su regionalismo confronta el centralismo paceño (sector minero-exportador). Esta pelea demuestra las contradicciones dentro del bloque de poder.
El general Juan José Torres, entonces jefe de las FF. AA. del gobierno de Ovando, era visto como líder de la facción nacionalista dentro del ejército boliviano. Torres redactó el manifiesto inicial del gobierno, conocido como Mandato Revolucionario de las Fuerzas Armadas, que apuntaba a una clara directriz nacionalista: “en la lucha por la justicia social por la grandeza del país y por la auténtica independencia nacional”; el manifiesto defendía claramente un modelo revolucionario nacionalista. Ovando buscó mostrarse como un continuador de los ideales de la revolución de 1952. Buscó implementar una directriz de gobierno cercana al reformismo social moderado, complementada con un intento de una política exterior más independiente del ámbito estadounidense. En el terreno político, permitió el regreso de dirigentes exiliados, legalizó la COB -que logró celebrar su IV Congreso Nacional el 1 de mayo de 1970- y la Federación de Mineros, proscrita desde 1964.

### Ascenso de Torres al poder
Ovando fue acusado por sectores militares rivales de facilitar la organización de grupos subversivos. A principios de octubre de 1970, el general Rogelio Miranda Baldivia intentó expresar el descontento de estos militares y organizó un golpe de Estado contra Ovando, sin obtener, sin embargo, el apoyo mayoritario del ejército. Se produjo una disputa entre diferentes grupos militares. Durante los días 4, 5 y 6 de octubre se vivió una gran incertidumbre en el ejército. Ovando y Miranda llegaron a un acuerdo para renunciar a sus cargos y entregar el poder a una Junta Militar de tres miembros para encabezar el gobierno. Sin embargo, el Comando Político de la COB y el Pueblo reaccionaron y convocaron a un huelga general para el 7 de octubre contra el Triunvirato Militar.
El 7 de octubre de 1970 el general Ovando, el general Miranda y el Triunvirato Militar fueron arrasados por el movimiento social. Divididos, los distintos sectores no pudieron evitar que el general Juan José Torres recurriera a la COB para tomar el palacio presidencial. Las disputas internas dentro del aparato militar no proporcionaron una base sólida de apoyo al nuevo gobernante y llevaron a Torres a buscar consolidar un apoyo político más sólido en los sectores populares rearticulados durante el período del gobierno del general Ovando. La huelga general convocada por el Comando Político de la COB y el Pueblo fue decisiva para anular a los demás sectores golpistas y consolidar el gobierno de Torres.
El nuevo gobierno nació en un escenario de extrema inestabilidad. El ejército estaba dividido. En una situación en la que las instituciones políticas oficiales de la democracia (legislativa, judicial) permanecían paralizadas, las iniciativas del movimiento obrero y popular ganaron relevancia. De esta manera, la posición de la COB frente al Gobierno de Torres fue decisiva para la supervivencia de éste. Torres inicialmente ofreció una cuarta parte del ministerio de gobierno a la COB, y luego aumentó la oferta a la mitad de los ministerios. Ciertamente hubo una situación casi inusual en la que un gobierno militar hacía todo lo posible para obtener apoyo y participación del movimiento obrero de izquierda en su gobierno.

## Asamblea Popular de 1971
El 1 de mayo de 1971 la Asamblea Popular inauguró sus trabajos en la sede del parlamento boliviano. Los 221 delegados presentes representaron a varias organizaciones políticas, sindicales y populares del país. El líder histórico de los mineros bolivianos, Juan Lechín Oquendo, fue instalado como presidente del proceso. El énfasis de los distintos partidos y organizaciones en relación con la Asamblea Popular fue muy diferente, reflejo de diferentes prioridades tácticas. Una directiva del Comando Político buscaba aclarar las características de la iniciativa: la Asamblea Popular no podía ser un parlamento burgués, sino un órgano del poder popular, expresión de sus demandas y de su soberanía política independiente.
La Asamblea Popular inició propiamente sus trabajos el 24 de junio de 1971, en un período de gran agitación política y constantes amenazas de los sectores militares, aunque el general Torres no interfirió directamente. Su sesión fue escenario de ricos debates y sus miembros probablemente sabían que estaban trabajando contra el tiempo, ya que cada semana surgían permanentes rumores de conspiraciones y nuevos golpes de estado. Los líderes de la Asamblea intentaron consolidar la nueva y frágil institución en unas pocas semanas.
El 2 de julio finalizó su primera sesión. El Comando Político retomó el liderazgo político. Luego se impulsó la celebración de Asambleas Populares Departamentales en varias ciudades del interior de Bolivia como Cochabamba, Sucre, Tupiza, Oruro y otras. A medida que la Asamblea se consolidaba y arraigaba en todo el país, surgieron advertencias, conspiraciones e iniciativas de sectores militares y civiles insatisfechos y temerosos del rumbo que estaba tomando la movilización social. La segunda sesión de la Asamblea Popular estaba programada para reabrirse el 7 de septiembre. Hasta esta fecha estaban previstas nuevas Asambleas Departamentales y la ampliación y renovación de delegaciones.

### Reacción cívico-militar
El pánico se apoderó de muchos círculos de la sociedad boliviana que se oponían al Gobierno de Torres y a la Asamblea Popular. Estos círculos tenían prisa por actuar y temían esperar hasta septiembre, cuando se restablecería la Asamblea. Así, los plazos de la propia Asamblea precipitaron las acciones golpistas. El 21 de agosto de 1971, el coronel Hugo Banzer, en alianza con el MNR y el FSB, derrocó a Juan José Torres en un golpe de Estado y cerró las puertas a la Asamblea Popular, reabriendo un largo período de persecución a la sociedad civil organizada. Probablemente una de las principales explicaciones de la violencia que caracterizó al gobierno militar de Banzer fue la audacia de la Asamblea Popular, que quizás constituyó su contracara.